# Leichtathletik-Weltmeisterschaften 1987/10.000 m der Frauen

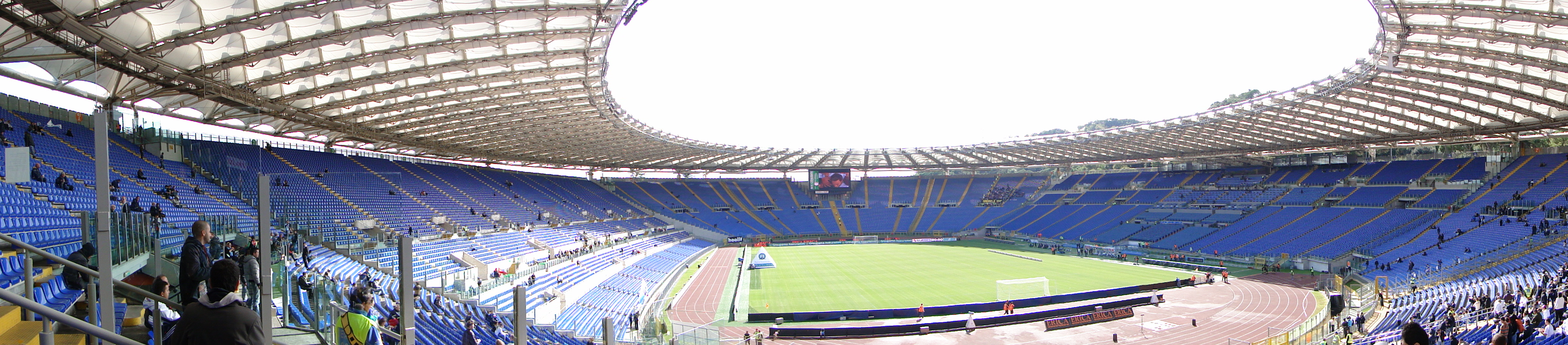
Das Olympiastadion in Rom

Der 10.000-Meter-Lauf der Frauen bei den Leichtathletik-Weltmeisterschaften 1987 wurde am 4. September 1987 im Olympiastadion der italienischen Hauptstadt Rom ausgetragen.
Weltmeisterin wurde die amtierende Europameisterin, WM-Dritte von 1980 über 3000 Meter, EM-Dritte von 1982 im Marathonlauf und Weltrekordinhaberin Ingrid Kristiansen aus Norwegen. Rang zwei belegte die sowjetische Läuferin Jelena Schupijewa. Bronze ging an Kathrin Ullrich aus der DDR.

## Rekorde

### Bestehende Rekorde
| Weltrekord               | 30:13,74 min                 | Ingrid Kristiansen           | Oslo, Norwegen               | 5. Juli 1986                 |
| Weltmeisterschaftsrekord | Disziplin neu im WM-Programm | Disziplin neu im WM-Programm | Disziplin neu im WM-Programm | Disziplin neu im WM-Programm |

### Rekordverbesserungen
Im Rennen am 4. September wurden zwei Rekorde aufgestellt:
- 31:05,85 min – Weltmeisterschaftsrekord: Ingrid Kristiansen, Norwegen (Platz eins)
- 31:11:34 min –  Landesrekord für die DDR: Kathrin Ullrich (Platz drei)

## Ergebnis

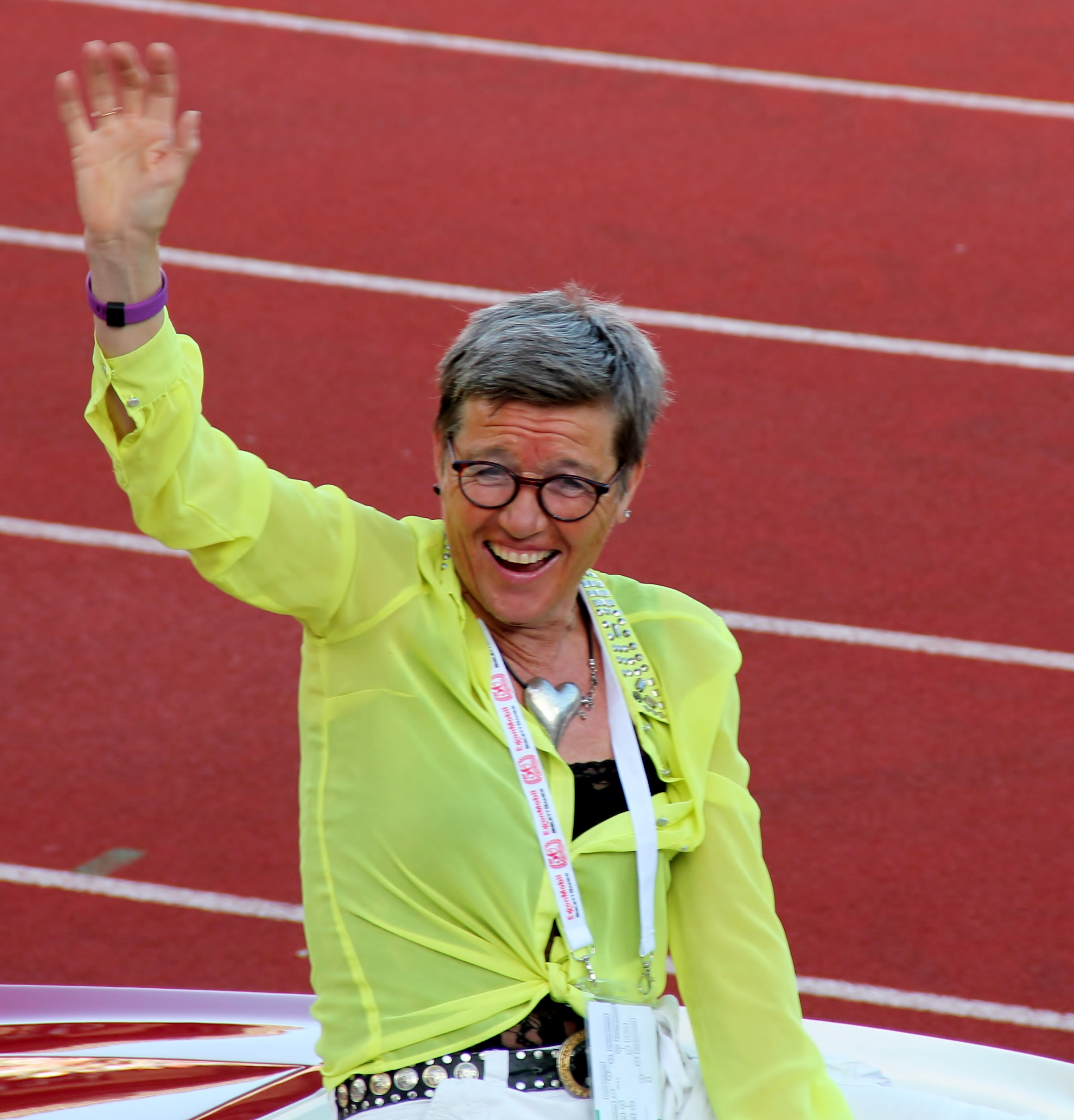
Weltmeisterin Ingrid Kristiansen, frühere Ingrid Christensen, im Jahr 2015

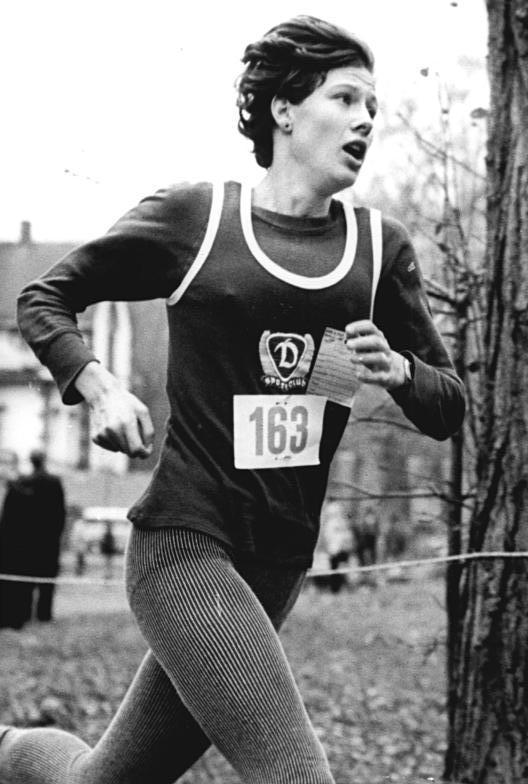
Bronzemedaillengewinnerin Kathrin Ullrich, spätere Kathrin Weßel

4. September 1987
| Platz | Athletin              | Land                | Zeit (min)  |
| ----- | --------------------- | ------------------- | ----------- |
|       | Ingrid Kristiansen    | Norwegen            | 31:05,85 CR |
|       | Olena Schupijewa      | Sowjetunion         | 31:09,40    |
|       | Kathrin Ullrich       | DDR                 | 31:11:34 NR |
| 4     | Olga Bondarenko       | Sowjetunion         | 31:18,38    |
| 5     | Liz McColgan          | Großbritannien      | 31:19,82    |
| 6     | Lynn Jennings         | USA                 | 31:45,43    |
| 7     | Albertina Machado     | Portugal            | 31:46,61    |
| 8     | Wang Xiuting          | Volksrepublik China | 31:48,88    |
| 9     | Angela Tooby          | Großbritannien      | 31:55,30    |
| 10    | Kerstin Preßler       | BR Deutschland      | 31:56,80    |
| 11    | Martine Oppliger      | Schweiz             | 32:07,49    |
| 12    | Marleen Renders       | Belgien             | 32:12,51    |
| 13    | Lynn Nelson           | USA                 | 32:22,88    |
| 14    | Christine McMiken     | Neuseeland          | 32:25,67    |
| 15    | Francie Larrieu Smith | USA                 | 32:30,00    |
| 16    | Nancy Rooks-Tinari    | Kanada              | 32:31,55    |
| 17    | Aurora Cunha          | Portugal            | 32:44,42    |
| 18    | Kumi Araki            | Japan               | 33:15,08    |
| 19    | Ana Isabel Alonso     | Spanien             | 33:20,65    |
| 20    | Tuija Toivonen        | Finnland            | 33:25,46    |
| 21    | Lorraine Moller       | Neuseeland          | 34:07,26    |
| DNF   | Lieve Slegers         | Belgien             |             |

## Video
- 10,000m Final Women - World Athletics Championships, Rome 1987 auf youtube.com, abgerufen am 2. April 2020